# Ammoecius incultus
Ammoecius incultus är en skalbaggsart som beskrevs av Rudolph Petrovitz 1961. Ammoecius incultus ingår i släktet Ammoecius och familjen Aphodiidae. Inga underarter finns listade i Catalogue of Life.